# 北海道職員夫婦殺害事件
北海道職員夫婦殺害事件（ほっかいどうしょくいんふうふさつがいじけん）とは、1991年（平成3年）11月22日に北海道札幌市北区で発生した強盗殺人事件。北海道庁職員の夫婦（ともに当時45歳）が、長女（当時少女）と男の2人に殺害された事件である。道職員夫婦殺害事件、道職員夫婦刺殺事件とも呼称される。

## 概要
被害者は北海道庁に勤めていた道職員の男性A（当時45歳）と妻B（同45歳）の夫婦2人で、犯人は男X（犯行当時24歳）と、被害者夫婦の娘である女C（同19歳）の2人である。X・Cの2人は1991年5月ごろに知り合い、その後8月からXの部屋で同棲を始める。Xはイベント会社社長、Cは大学1年生であった。ほどなくしてXの会社経営は行きづまり、当面の生活費にも困るようになる。Xはほとんど仕事をせず、Cのホステスとしての収入で生活していたという。
その後、A・B夫婦に居所を突き止められたため、Xは強盗目的に加えて邪魔な存在を消すため、彼らの娘であるCにA・B夫婦の殺害を提案。Cもその両親殺害計画に同意し、11月22日未明A・Bの自宅に侵入し、2人を包丁で刺すなどし殺害。翌1992年（平成4年）1月6日まで(裁判では12月17日までと認定された)に保険金を解約したり、現場の家にあったものを売り払う等で計680万円(裁判では458万円余と認定された)を得ている。また、12月1日には被害者2人の遺体を車ごと燃やし東区中沼町の湿地帯の地中に遺棄し、自殺に見せかけるため偽の遺書を作る等隠蔽工作を行ったが、1月26日に被害者夫婦2人の遺体が発見され、同日の夜に犯人2人は逮捕された。

## 刑事裁判
Xは札幌地方検察庁により、被害者2人に対する強盗殺人罪・死体遺棄罪、および詐欺罪などで札幌地方裁判所へ起訴された。また、Cは犯行時未成年であったため、少年法により両親に対する強盗殺人罪などで札幌家庭裁判所に送致されたが、「刑事処分相当」として札幌地検へ逆送致する決定がなされ、Xと同様に起訴された。
刑事裁判の公判では両被告人のどちらが主犯であるか、またCは両親である被害者2人の殺害に直接手を下したか否かが争点となった。X・C両被告人双方の主張はことごとく食い違った。Xは犯行はC主導で行われたと述べ、Cは逆にXが主犯であると主張した。また犯行当時Xと肉体関係にあった人妻4人がXから亭主を保険金目当てで殺害することを提案されたと供述したが、Xはこれを全面的に否認した。Cは「犯行に応じないとお前の裸の写真をばら撒く」等とXに脅されたと供述したが、北海道警察が押収した物品の中にはそのようなものはなかった。XとCの審理は、Cが家庭裁判所に送致された後に逆送致され起訴されたことなどから、それぞれ別の裁判体で分離して公判が開かれた。

### Cの裁判
被告人Cは両親を殺害したことを認めたが、「首謀者はXであり、CはXからの洗脳及び行為支配により心神喪失に陥っていた」として無罪を主張した。また、公判中には福島章による精神鑑定が実施された。
札幌地検はCに対し、2人の生命を奪った結果は重大だが首謀者はXでありCはXに従属的であったとし、無期懲役を求刑した。札幌地裁（中野久利裁判長）は1994年3月29日の判決公判で、C側の無罪主張を退け、Cに対し求刑通り無期懲役の判決を言い渡した。Cは判決を不服として札幌高等裁判所に控訴したが、後にXの無期懲役判決に対し検察側・X側の双方が控訴し（後述）、検察側はC・Xの両被告人を同一裁判体（統一公判）で審理するよう求めていた。また、C本人も被害者である両親に償いをしたいという意向を示すようになった。Cは1996年2月中旬に自ら控訴を取り下げたため、無期懲役の一審判決が確定した。

### Xの裁判
被告人Xは被害者2人を殺害したことを認めたが、Cが利欲目的及び両親に対する感情的反発から、両親の殺害を発案し、XはCとの愛を失いたくないとの思いから追随的に犯行に加わったものであり、首謀者はCであると主張した。札幌地検はXを首謀者と位置付け、重大な結果を生じさせながらCに責任を転嫁しているとしてXに死刑を求刑した。
札幌地裁（植村立郎裁判長）は1995年3月23日の判決公判で、Xに無期懲役の判決を言い渡した。同地裁は判決理由で、Xが2人の生命を奪った結果は重大であり、Xは直接的な殺害行為を行うなど、Cより重い責任を負うべきことは明らかで検察官の死刑求刑にも根拠があるとしながらも、CもX従属的だったわけではなく、Xに準じる形で一心同体となって計画を立案して犯行を実行しており、検察官が「Xの方がCより犯情が重い」と主張する諸点や動機、犯行態様、遺族感情などを慎重に考慮しても、XとCの間に死刑と無期懲役という全く質の異なる刑の差異を生じさせる量刑事情の相違があるかについて「なお疑問が残る」と評した。検察側は死刑回避を量刑不当として同月31日付で、X側はCが首謀者と認定されなかったことを不服として、それぞれ札幌高裁に控訴した。
控訴審の公判は札幌高裁（油田弘佑裁判長）で7回にわたって開かれ、弁護人はCが両親殺害を計画・主導したとして死刑回避を求めた一方、検察官は本事件は複数殺害の強盗殺人事件であること、Xに矯正可能性が認められないことなどを理由に死刑適用を求めた。弁護人は120ページの最終弁論書を用意した一方、検察官はわずか8ページのみで、『北海道新聞』社会部記者の弓場敬夫は検察側の姿勢について、X・Cの両被告人が一心同体となって計画を立案・実行しており、2人の間に刑を分けるだけの差異は認められないとした原判決の判断を覆せるだけの新たな立証は認められなかったとして、検察官の控訴そのものに疑問を呈する声が出ていると評している。同高裁は1997年3月18日、検察・X側双方の控訴を棄却する判決を宣告した。同高裁は判決理由で、実行行為面では致命傷を与えるなどしたXに主導性があり、死刑適用を求める検察官の主張にも相当の根拠はあるが、Cも睡眠薬の準備など重要な役割を果たしており、両被告人の刑事責任に歴然と言えるほどの差異はなく、Xに矯正可能性がないとは断言できないことなどを考慮すれば、極刑を選択するのがやむを得ないと認められる場合に当たるとは言い難いと述べた。また検察官の消極的な立証姿勢について言及し、「証拠調べの新たな請求もなく、立証意欲が見られない検察側の姿勢は注目に値する」と指摘していた。一方で被告人Xの言動に関しても「捜査、公判を通じて真摯な悔悟の情がみられない」と批判しており、X本人はこれに不満を漏らしていた。なお、弓場は当時の死刑求刑事件の裁判の量刑傾向について、同年1月の「つくば母子3人殺害事件」控訴審判決（東京高裁）、同年2月の「宮城・香川連続殺人事件」第一審判決（高松地裁）など、死刑適用に慎重な判断がなされる事例が相次いでいたことを指摘している。
検察側は量刑要素の評価を誤った死刑基準違反であると主張し、同月28日付で最高裁判所へ上告した一方、Xは上告しなかった。最高裁第一小法廷（井嶋一友裁判長）は1999年12月18日までに死刑を求めた検察官の上告を棄却する決定を出し、Xの無期懲役が確定した。検察当局は本事件を含め、1997年2月から1998年1月にかけて5件の強盗殺人事件で死刑を求めた上告を行っていたが、原判決が破棄された事件は福山市独居老婦人殺害事件の1件のみで、本事件を含む4件はいずれも上告棄却の判断がなされた。

## その他
- 遺体は焼け焦げており激しく損傷していた。実際にCが手を下したかは損傷が激しく不明である（Xは、BについてはCが刺したと主張しているが、CはA・B共にXが手を下したと述べている）。
- 犯人は同棲生活中に二体のドナルドダックの縫いぐるみに「プハ」「プハプハ」と名前を付け4人家族を擬した生活を送っていた。
- Cは「Xに性的暴行を受けていた（Cによれば性器に野菜を挿入する、自分の尿を飲まされる等）」と主張したが、Xはこれを否認し「Cは軽いノリの女だった」と供述している。実際に、Xの裁判でCのこの主張が完全に否定されたために、Xは最終的に死刑を免れることとなった（なお、その時点でCの判決は既に確定済みであった）。